# Tina Brooks
Harold Floyd „Tina“ Brooks (* 7. Juni 1932 in Fayetteville, North Carolina; † 13. August 1974 in New York) war ein US-amerikanischer Jazzmusiker und Tenorsaxophonist des Hardbop.

## Leben und Werk
Brooks zog mit seinen Eltern 1944 in die Bronx. Er lernte zunächst Altsaxofon und dann Tenorsaxofon an der Schule und bei seinem älteren Bruder „Bubba“ und hatte sein erstes Engagement 1950 in der Rhythm-and-Blues-Band des Pianisten Sonny Thompson. Unzufrieden mit seiner Rolle als Begleitmusiker (z. B. 1955 in der Bigband von Lionel Hampton) nahm er Theorie-Stunden und wurde schließlich als Protegé des Trompeters „Little“ Benny Harris an den Hardbop herangeführt (mit Wardell Gray und Dexter Gordon als Vorbildern) bei einem Engagement in einem kleinen Theater in der Bronx, dem „Blue Morocco“. Dort hörte ihn der Produzent Alfred Lion von Blue Note Records, der mit ihm zunächst 1957 als Sideman von Jimmy Smith Aufnahmen machte. Er nahm dort später auch als Sideman von Kenny Burrell, Freddie Hubbard (die beiden lernten sich auf Vermittlung von Ike Quebec in Count Basies Club kennen und Hubbard schätzte ihn so, dass er ihn für sein Debütalbum Open Sesame einlud), Jackie McLean und Freddie Redd auf und machte zwischen 1958 und 1961 vier Alben als Leader, von denen aber zu Lebzeiten nur True Blue erschien, ein Hauptwerk des Hardbop, auf dem er nicht nur als Improvisator, sondern auch als Komponist und Arrangeur sein Markenzeichen hinterließ. Obwohl auch die übrigen Alben alle fertig produziert und teilweise schon im Programm angekündigt waren, wurden sie von Blue Note nicht veröffentlicht. Anscheinend spielten hier (wie nicht selten bei Blue Note Records) kommerzielle Erwägungen eine Rolle (zur gleichen Zeit förderte man bei Blue Note den Hardbop-Tenoristen und Blakey-Mann Hank Mobley).
McLean und Redd spielten auch auf den Alben von Brooks. Redd schrieb außerdem die Musik für das um 1960 am Living Theatre in New York gespielte von Kritikern sehr positiv aufgenommene Theaterstück The Connection von Jack Gelber, bei dem Brooks zwar nur der Ersatzmann von McLean war, aber auf dem danach veröffentlichten Album von Howard McGhee und Redd mitspielte. Ironischerweise ging es in dem Stück um Drogen-Junkies. Brooks selbst war abhängig und hatte Drogen-bedingte gesundheitliche Probleme. Nach 1961 (als man ihn bei Blue Note fallen ließ) nahm er nicht mehr auf. Er spielte noch mit Rhythm-and-Blues- und Latinobands und hin und wieder mit Jazzmusikern wie Elmo Hope und Don Pullen, starb aber 1974 mit 42 völlig vergessen an Leberversagen. Seine Musik erlebte erst in den 1980er Jahren ein Comeback, als die „unterschlagenen“ Blue-Note-Alben in Japan herauskamen.

## Diskografie (Auswahl)
Als Leader bei Blue Note:
- Minor Move (1958) (mit Lee Morgan, Art Blakey, Sonny Clark, Doug Watkins)
- True Blue (1960) (mit Hubbard (tr), Duke Jordan (p), Sam Jones (b), Art Taylor (dr))
- Back to the Tracks (1960) (mit Blue Mitchell, Kenny Drew, Paul Chambers, Art Taylor)
- The Waiting Game (1961) (mit Jonny Coles, Kenny Drew, Wilbur Ware, Philly Joe Jones)

## Sammlung
- The Complete Blue Note Recordings of the Tina Brooks Quintets (1958–1961). Mosaic, 1985 – 4 LPs mit Lee Morgan, Sonny Clark, Doug Watkins, Art Blakey, Freddie Hubbard, Duke Jordan, Sam Jones, Art Taylor, Jackie McLean, Blue Mitchell, Kenny Drew, Paul Chambers, Johnny Coles, Wilbur Ware, Philly Joe Jones

Als Sideman:
- Jimmy Smith The Sermon! (1957)
- Jimmy Smith Cool Blues (1958)
- Freddie Hubbard Open Sesame (1960)
- Jackie McLean Street Singer (1960)
- Jackie McLean Jackies Bag (1960)
- Howard McGhee, Freddie Red Music from The Connection (1960)
- Kenny Burrell On View from the Five Spot Cafe (1959 (mit Art Blakey, Bobby Timmons, Ben Tucker (b))
- Kenny Burrell Blue lights, Vol.1,2 (1958; damals mit Cover des noch unbekannten Andy Warhol erschienen)